# (37682) 1995 GZ6
1995 GZ6 (asteroide 37682) é um asteroide da cintura principal. Possui uma excentricidade de 0.17032090 e uma inclinação de 6.25382º.
Este asteroide foi descoberto no dia 4 de abril de 1995 por Beijing Schmidt CCD Asteroid Program em Xinglong.